# Batora
Batora (gunera, lat. Gunnera), rod trajnica bez stabljike s puzavim ili uspravnim rizomom, smješten u vlastitu porodicu Gunneraceae, dio reda Gunnerales.
Postoje 63 priznate vrste raširenih po Srednjoj i Južnoj Americi od Meksika pa do Falklanda, po državama na istoku Afrike, od Sudana do Južnoafričke Republike, po dijelovima otočne Azije, na Novoj Gvineji i Novom Zelandu
Poznatija vrsta je gigantska rabarbara, G. manicata, biljka ogromnih listova koji mogu imati promjer do 300 cm. Ova ukrasna biljka porijeklom je s juga Brazila.
Rod je opisan u Systema Naturae, ed. 12 2: 587, 597. 1767.

## Vrste
1. Gunnera aequatoriensis L. E. Mora
2. Gunnera albocarpa (Kirk) Cockayne
3. Gunnera annae Schindl.
4. Gunnera antioquensis L. E. Mora
5. Gunnera apiculata Schindl.
6. Gunnera atropurpurea L. E. Mora
7. Gunnera berteroi Phil.
8. Gunnera bogotana L. E. Mora
9. Gunnera bolivari J. F. Macbr.
10. Gunnera boliviana Morong
11. Gunnera bracteata Steud. ex Benn.
12. Gunnera brephogea Linden & André
13. Gunnera caucana L. E. Mora
14. Gunnera colombiana L. E. Mora
15. Gunnera cordifolia (Hook. fil.) Hook. fil.
16. Gunnera cuatrecasasii L. E. Mora
17. Gunnera densiflora Hook. fil.
18. Gunnera dentata Kirk
19. Gunnera diazii L. E. Mora
20. Gunnera garciae-barrigae L. E. Mora
21. Gunnera hamiltonii Kirk ex Ham.
22. Gunnera hernandezii L. E. Mora
23. Gunnera herteri Osten
24. Gunnera insignis (Oerst.) Oerst.
25. Gunnera kauaiensis Rock
26. Gunnera killipiana Lundell
27. Gunnera lobata Hook. fil.
28. Gunnera lozanoi L. E. Mora
29. Gunnera macrophylla Blume
30. Gunnera magellanica Lam.
31. Gunnera magnifica H. St. John
32. Gunnera manicata Linden
33. Gunnera margaretae Schindl.
34. Gunnera masafuerae Skottsb.
35. Gunnera mexicana Brandegee
36. Gunnera monoica Raoul
37. Gunnera morae Wanntorp & Klack.
38. Gunnera peltata Phil.
39. Gunnera perpensa L.
40. Gunnera peruviana J. F. Macbr.
41. Gunnera petaloidea Gaudich.
42. Gunnera pilosa Kunth
43. Gunnera pittierana V. M. Badillo & Steyerm.
44. Gunnera prorepens Hook. fil.
45. Gunnera quitoensis L. E. Mora
46. Gunnera saint-johnii (Mora) L. E. Mora
47. Gunnera sanctae-marthae L. E. Mora
48. Gunnera schindleri L. E. Mora
49. Gunnera schultesii L. E. Mora
50. Gunnera silvioana L. E. Mora
51. Gunnera steyermarkii L. E. Mora
52. Gunnera tacueyana L. E. Mora
53. Gunnera tajumbina L. E. Mora
54. Gunnera talamancana H. Weber & L. E. Mora
55. Gunnera tamanensis L. E. Mora
56. Gunnera tayrona L. E. Mora
57. Gunnera tinctoria (Molina) Mirb.
58. Gunnera venezolana L. E. Mora
59. Gunnera × cryptica J. M. H. Shaw
60. Gunnera × katherine-wilsoniae L. D. Gómez